# Elvena Lloyd-Duffie
Elvena E. Lloyd-Duffie (8 de junio de 1932) fue una economista y política estadounidense y candidata a las primarias presidenciales del Partido Demócrata de 1996.

## Biografía
Elvena Lloyd-Duffie nació el 8 de junio de 1932 en Blytheville, Arkansas.
Obtuvo su MBA en marketing/administración en la Universidad John Q. Adams en 1963. En 1968 obtuvo su doctorado en Madrás, India, y en 1973 obtuvo su doctorado en Teología.
Ha tenido muchos trabajos, incluido el de agente de embarque en United Airlines en Chicago O'Hare, asistente legal, comerciante de petróleo, política y contadora.
Se casó con el autor Jimmie Duffie el 5 de mayo de 1977, separándose más tarde de él; él también fue su compañero de fórmula en las elecciones presidenciales de los Estados Unidos de 1996.

### Elecciones presidenciales de 1996
Elvena fue candidata en las primarias presidenciales del Partido Demócrata de 1996, con una plataforma que incluía matrícula universitaria gratuita e ilimitada para cualquiera que la quisiera. Según se informa, recaudó 50,1 millones de dólares para su candidatura presidencial. Estuvo en la boleta electoral en cinco estados y terminó tercera detrás del presidente ganador Bill Clinton y Lyndon LaRouche con un total de 92 324 votos.